# Nobuaki Makino
Nobuaki Makino (jap. 牧野 伸顕 Makino Nobuaki; ur. 24 listopada 1861 w Kagoshimie, zm. 25 stycznia 1949 w Tokio) – japoński polityk i dyplomata.

## Życiorys
Urodził się w Kagoshimie w hanie Satsuma jako drugi syn Toshimichiego Ōkubo. Jeszcze jako małe dziecko został adoptowany przez rodzinę Makino.
W wieku 11 lat towarzyszył ojcu w tzw. misji Tomomiego Iwakury, ale pozostał w latach 1871–1874 w Stanach Zjednoczonych, kształcąc się w Waszyngtonie i Filadelfii. Po powrocie do Japonii rozpoczął naukę w szkole Kaisei Gakkō, która – po połączeniu z innymi – została przekształcona w  Uniwersytet Tokijski. Porzucił jednak studia, aby podjąć pracę w dyplomacji. W 1880 roku został oddelegowany jako trzeci sekretarz do japońskiego poselstwa w Wielkiej Brytanii, gdzie nawiązał przyjaźń z Hirobumim Itō. W 1883 roku wrócił do ojczyzny, pełniąc w następnych latach urząd gubernatora prefektur Fukui i Ibaraki.
Był japońskim posłem we Włoszech (1897–1899) i Austro-Węgrzech z jednoczesną akredytacją w Szwajcarii (1899–1902). Pełnił funkcję ministra oświaty w gabinecie Kinmochiego Saionji (1906–1908), ministra rolnictwa i handlu (1911–1912) oraz ministra spraw zagranicznych w gabinecie Gonnohyōe Yamamoto (lub Gonbee Yamamoto; 1913–1914). Uczestniczył w paryskiej konferencji pokojowej (1919). W latach 1921–1925 był ministrem ds. domu cesarskiego, a od 1925 do 1935 roku strażnikiem cesarskich pieczęci.
Będąc doradcą cesarza Hirohito opowiadał się za współpracą oraz sojuszem Japonii z USA i Wielką Brytanią, za co był krytykowany przez nacjonalistycznie nastawionych młodych oficerów, którzy dwukrotnie podejmowali próbę zamachu na jego życie. W 1935 roku został zmuszony do wycofania się z życia publicznego.